# Kara-Oj (obwód tałaski)
Kara-Oj (kirg. i ros. Кара-Ой) – wieś w Kirgistanie, w obwodzie tałaskim, w rejonie Tałas. W 2022 liczyła 2568 mieszkańców.